# Episodi di The Ren & Stimpy Show (seconda stagione)
La seconda stagione della serie animata The Ren & Stimpy Show, composta da 12 episodi, è stata trasmessa negli Stati Uniti, da Nickelodeon, dal 15 agosto 1992 al 23 maggio 1993.
In Italia la stagione è stata trasmessa nel 1996 da Rai 2.
| nº | Titolo originale                      | Titolo Italiano        | Prima TV USA      | Prima TV Italia |
| -- | ------------------------------------- | ---------------------- | ----------------- | --------------- |
| 1  | Ren's Toothache                       | Il sorriso al dente    | 22 agosto 1992    | 1996            |
| 1  | Rubber Nipple Salesmen                | Ren e Stimpy piazzisti | 29 agosto 1992    | 1996            |
| 2  | Svën Höek                             | Il cugino Svën         | 7 novembre 1992   | 1996            |
| 2  | Man's Best Friend                     |                        | 23 giugno 2003    | inedito         |
| 3  | Haunted House                         | Casa infestata         | 21 novembre 1992  | 1996            |
| 3  | Mad Dog Höek                          |                        | 21 novembre 1992  | 1996            |
| 4  | In the Army                           |                        | 15 agosto 1992    | 1996            |
| 4  | Big House Blues                       | Ren il barboncino      | 15 settembre 1991 | 1996            |
| 5  | Big Baby Scam                         | Baby Truffa            | 12 dicembre 1992  | 1996            |
| 5  | Dog Show                              | Non parlare, abbaia    | 12 dicembre 1992  | 1996            |
| 6  | Monkey See, Monkey Don't!             |                        | 13 febbraio 1993  | 1996            |
| 6  | Powdered Toast Man                    |                        | 15 agosto 1992    | 1996            |
| 7  | Fake Dad                              |                        | 27 febbraio 1993  | 1996            |
| 7  | Out West                              | Il selvaggio West      | 29 agosto 1992    | 1996            |
| 8  | Stimpy's Fan Club                     |                        | 24 aprile 1993    | 1996            |
| 9  | The Great Outdoors                    |                        | 27 marzo 1993     | 1996            |
| 9  | The Cat That Laid the Golden Hairball |                        | 3 aprile 1993     | 1996            |
| 10 | A Visit to Anthony                    |                        | 8 maggio 1993     | 1996            |
| 11 | The Royal Canadian Kilted Yaksmen     |                        | 23 maggio 1993    | 1996            |
| 12 | Son of Stimpy                         | Il figlio di Stimpy    | 14 gennaio 1993   | 1996            |

## Il sorriso al dente
Ren inizia ad avere il mal di denti.

## Ren e Stimpy piazzisti
Ren e Stimpy vendono dei capezzoli di gomma.

## Il cugino Svën
Il cugino di Ren, Svën, fa visita al cugino e fa amicizia con Stimpy.

## Man’s Best Friend
George Liquor fa allenare Ren e Stimpy con la sua "disciplina".

## Casa infestata
Ren e Stimpy vanno in una casa abbandonata e un fantasma cerca di spaventarli.

## Mad Dog Höek
Ren e Stimpy sfidano contro i due obesi al wrestling.

## In the Army
Ren e Stimpy vanno all'Esercito.

## Ren il barboncino
Ren e Stimpy vengono catturati dall'acchiappa-cani e spediti in una cella per cani.

## Baby Truffa
Ren e Stimpy fingono di essere i figli del Signore e Signora Pipa.

## Non parlare, abbaia
Durante il concorso per cani, George Liquor cerca di far vincere Ren e Stimpy (che quest'ultimo viene considerato un cane).

## Monkey See, Monkey Don't!
Ren e Stimpy si travestono da scimmie.

## Powdered Toast Man
Uomo Toast è un toast antropomorfo supereroe, ma invece di salvare la gente, causa solo guai.

## Fake Dad
Ren adotta un bambino Testone di 7 anni per il weekend, Kowalski.

## Selvaggio West
Abner ed Ewalt hanno bisogno di qualcuno da impiccare, così assumono Ren e Stimpy per rubare il signor Cavallo .

## Stimpy's Fan Club
Quando Stimpy riceve l'adorazione di molti fan, Ren diventa geloso, così Stimpy lo nomina presidente del fan club di Stimpy per risolvere il problema.

## The Great Outdoors
Ren e Stimpy vanno in campeggio.

## The Cat That Laid the Golden Hairball
Ren sfrutta l'abitudine di Stimpy alle palle di pelo quando sente il prezzo di questa merce rara salire alle stelle. Una linea di produzione (con Bubba Höek, il nipote di Ren come operaio) è dove Ren estrae la pelliccia costosa e disgustosa dal suo amico Stimpy che sta rapidamente perdendo i peli.

## A Visit to Anthony
Ren e Stimpy visitano un loro fan di 10 anni, Anthony, che soffre di asma.

## The Royal Canadian Kilted Yaksmen
Ren e Stimpy, vincolati all'ordine del Royal Canadian Kilted Yaksman, devono attraversare l'insopportabile territorio canadese per rivendicare un territorio inesplorato.

## Il figlio di Stimpy
Stimpy flatula e crede di aver partorito. Racconta a Ren dell'incidente, ma Ren non gli crede. Stimpy si strugge per la sua prole scomparsa che chiama "Stinky" e cerca incessantemente di trovarla. Alla fine trova il bambino gassoso e si unisce a Ren per Natale.